# ОШ „Милоје Чиплић” Нови Бечеј
Основна школа „Милоје Чиплић“ је осмогодишња основна школа у Новом Бечеју. Школа је двојезична и настава се одржава на српском и мађарском језику. Школа је добила име по новобечејском писцу и револуционару Милоју Чиплићу.

## Историја
Школа се први пут помиње 1758. године. Садашња зграда Основне школе „Милоје Чиплић“ изграђена је 1908. године. Садашње име је добила након Другог светског рата.